# Burg Vilshofen an der Donau
Die Burg Vilshofen an der Donau ist eine abgegangene mittelalterliche bzw. frühneuzeitliche Burg in der niederbayerischen Stadt Vilshofen an der Donau im Landkreis Passau. Die Anlage wird als Bodendenkmal unter der Aktennummer D-2-7345-0058 im Bayernatlas als „untertägige mittelalterliche und frühneuzeitliche Siedlungsteile im Bereich der historischen Altstadt von Vilshofen“ geführt.

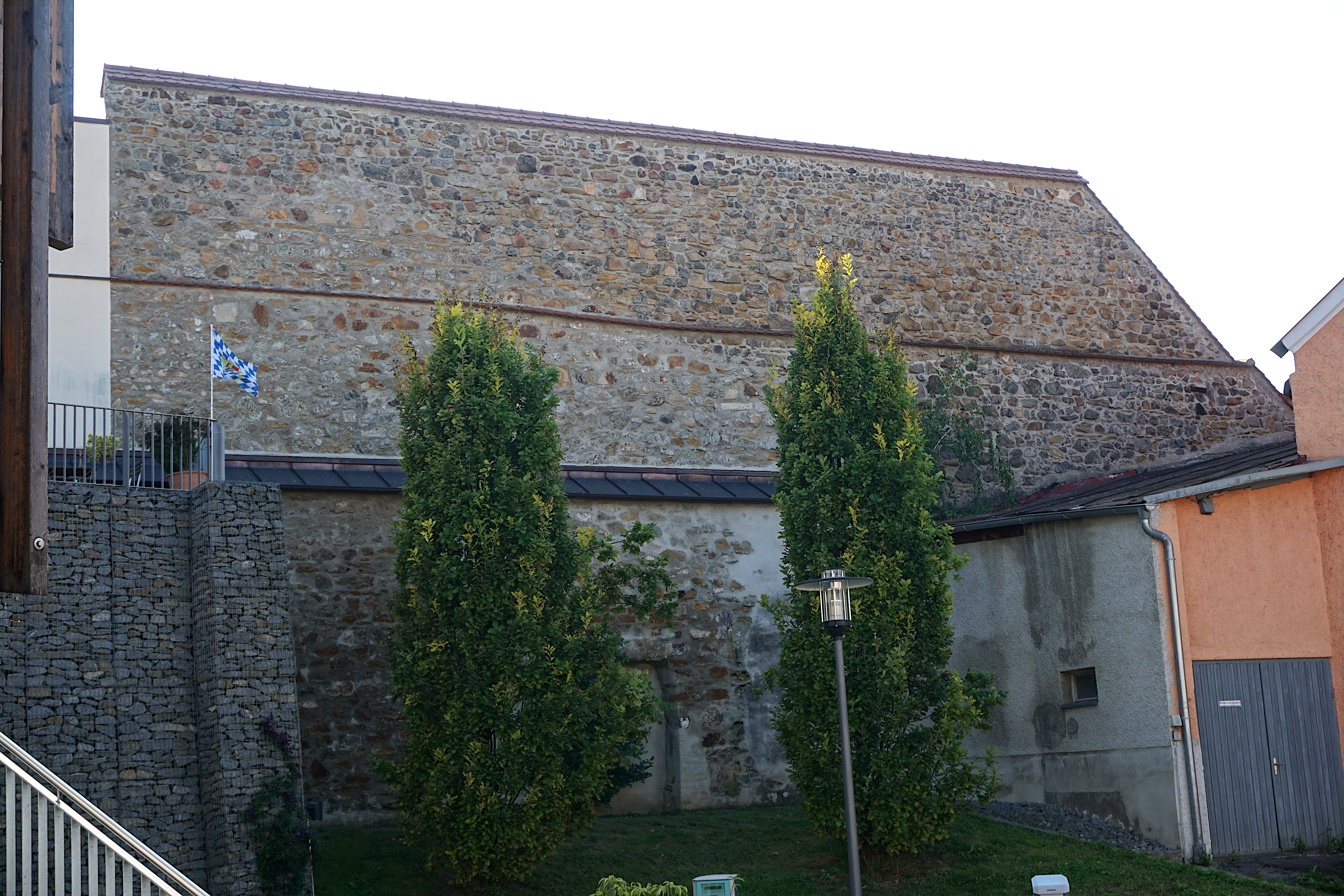
Stadtmauer von Vilshofen an der Donau (2021)

## Geschichte
Vilshofen war ab dem 12. Jahrhundert in der Hand der Grafen von Ortenburg. 1206 wurde Vilshofen durch Graf Heinrich I. zur Stadt erhoben. Ab 1241 war  Vilshofen im Besitz des Wittelsbacher-Herzogs Otto II. von Bayern. Vermutlich haben bereits die Ortenburger die Burg Vilshofen innerhalb der Stadtmauern angelegt; sie befand sich im Süden der Stadt im Bereich der heutigen Straße „Bürg“ und war Sitz des Pflegers. Die Anlage wird schon 1713 als ruinös bezeichnet. An den früheren Sitz erinnert heute nichts mehr.